# Bufo exsul
Bufo exsul е вид земноводно от семейство Крастави жаби (Bufonidae). Видът е световно застрашен, със статут Уязвим.

## Разпространение
Разпространен е в САЩ.

## Описание
Популацията на вида е стабилна.